# Британский музей
Брита́нский му́зей (англ. the British Museum) — главный историко-археологический музей Британской империи (в наше время — Великобритании) и один из крупнейших музеев в мире. Находится в лондонском районе Блумсбери.

## История
Музей был основан в 1753 году парламентским актом, вследствие завещания умершего в том же году сэра Ганса Слоана, обязывавшего своих душеприказчиков предложить его музей и библиотеку за сумму 20 000 фунтов стерлингов (едва четвертая часть стоимости) сперва английской нации, а если она откажется, то академиям в Санкт-Петербурге, Париже, Берлине и Мадриде. Парламент не только с благодарностью принял это предложение, но принял также план для приобретения новых коллекций. Для этой цели с помощью лотереи была собрана сумма в 100 000 фунтов стерлингов. Отсюда приблизительно 10 000 фунтов стерлингов были употреблены на покупку Монтегю-хауса, считавшегося в свое время красивейшей частной квартирой в Лондоне, устроенной для помещения коллекций. В 1759 году заведение было открыто для публики.
Британский музей был создан на основе трёх коллекций — коллекции известного британского врача и натуралиста Ганса Слоана, коллекции графа Роберта Гарлея, а также библиотеки антиквара Роберта Коттона, которая стала основой Британской библиотеки.
Собрание расширялось за счёт приобретения античных ваз Уильяма Гамильтона (1772), т. н. мраморов Таунли (1804, 1814), коллекции минералов Гревиля (1810). В 1814—1815 годы парламент выкупил у лорда Эльджина бесценные шедевры из афинского Парфенона. Многие из музейных приобретений (как, например, Розеттский камень) попали в Англию при тёмных обстоятельствах. Греция и Египет, из которых были вывезены древние памятники, до сих пор требуют их возвращения назад.

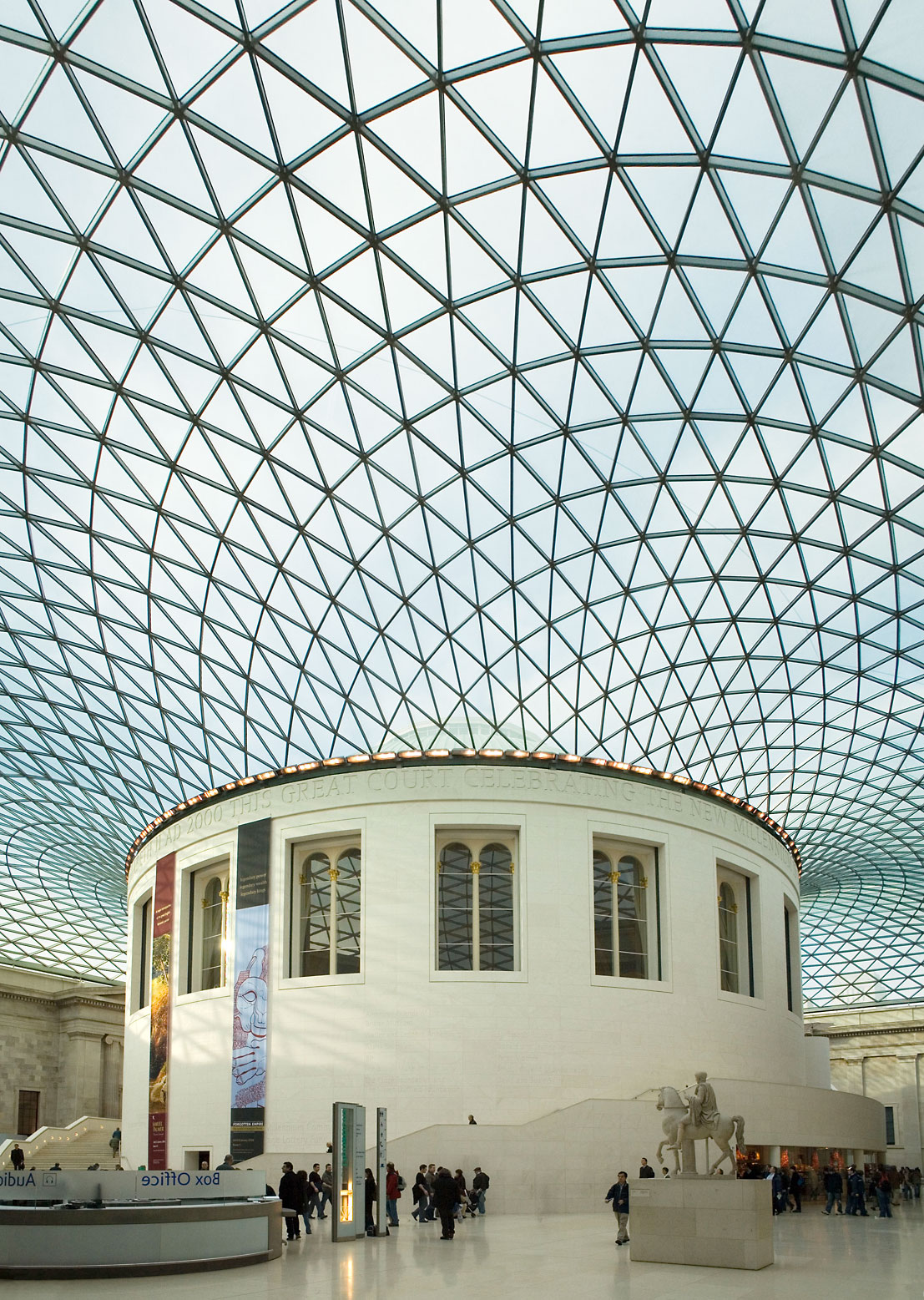
Дворик Британского музея, перекрытый сетчатой оболочкой Н. Фостера

В XIX веке Британский музей переживал особенно бурный период роста. Собрание было разделено на отделы, в том числе нумизматический, где собраны монеты и медали различных стран и эпох, включая древнегреческие, древнеримские и персидские, а также коллекцию короля Георга IV. Зоологический, ботанический, геологический и минералогический отделы были при королеве Виктории выделены в особый Музей естествознания и переведены в 1845 в Южный Кенсингтон. На месте Монтегю-хауса было в 1823—1847 гг. выстроено ныне существующее здание музея в стиле классицизма (архитектор Роберт Смёрк).
В первой половине XX века Британский музей расширил свои собрания ближневосточного искусства за счёт проведения британскими археологами многочисленных раскопок в Месопотамии. Раздел древневосточного искусства наиболее ценной частью своего собрания обязан А. Стейну и П. Дэвиду. С 1926 года Британский музей издаёт ежеквартальный журнал «British Museum Quarterly». В конце XX века была проведена перепланировка внутреннего пространства по проекту Нормана Фостера.
В 2023 году директор Британского музея Хартвиг Фишер ушёл в отставку после скандала вокруг краж из запасников музея. Было украдено и продано примерно 2 тыс. предметов — ювелирных украшений, относящихся к периоду от XV века до XIX века.

## Библиотека
Изначально одним из главных сокровищ музея была его библиотека, крупнейшая в Великобритании. Читальный зал Британского музея помещался с 1850-х годов в отдельном здании-ротонде, где работали Карл Маркс и В. И. Ленин. В XX веке в библиотеку поступили древнейшие печатные книги и буддистские рукописи из Дуньхуана, Синайский кодекс из Ленинграда и исключительная по полноте коллекция гебраистических текстов. В 1972 г. Британский парламент принял решение отделить библиотеку от музея, разместив её в отдельном здании. Так родилась Британская библиотека.

## Произведения искусства
Музей изначально задумывался как собрание древностей Древней Греции и Древнего Рима. Вместе с археологическими находками и предметами искусства, которые свозили в Лондон со всех уголков колониальные агенты Британской империи, музей пополнялся рисунками, гравюрами, медалями, монетами и книгами самых разных эпох.
| Изображение                               | Раздел                                               | Жемчужины собрания |
| ----------------------------------------- | ---------------------------------------------------- | --- |
| Розеттский камень                         | Древний Египет и Нубия                               | - Розеттский камень - крупнейшее собрание мумий и саркофагов за пределами Каира - гигантские каменные изваяния египетских фараонов (в том числе «Младший Мемнон» из Рамессеума) - обелиск фараона Нектанеба II - кусок бороды Великого Сфинкса - Абидосский список фараонов - 95 из 382 табличек Амарнского архива - математический папирус Ахмеса |
| Модель колесницы из Оксусского клада      | Древний Восток                                       | Крупнейшее собрание древностей Междуречья за пределами Ирака: - Штандарт войны и мира и украшения жрицы Шубад из шумерского города Ур - одна из урских арф и настольная игра урского царя - «Бараны в чаще» — парные статуэтки 4500-летней давности - призма Синаххериба, цилиндр Набонида и цилиндр Кира - собрание барельефов из Нимруда, Ниневии, Дур-Шаррукина - клинописный архив Ашшурбанапала, включая глиняную табличку с описанием потопа; древнейшая известная жалоба. - Чёрный обелиск Салманасара III - Оксусский клад с территории современного Таджикистана - балаватские ворота Салманасара III |
| Статуя с острова Пасхи                    | Восточная и Южная Азия, Африка, Месоамерика, Океания | - «Книга гаданий», «Алмазная сутра» (древнейшая в мире печатная книга) и другие уникальные материалы, вывезенные А. Стейном из Цяньфодуна - раннебуддистские реликварии, в том числе из ступы Канишки - древнекитайский свиток «Наставления старшей придворной дамы» - Фонд Персиваля Дэвида (крупнейшее на Западе собрание китайского фарфора) - рельеф с изображением ритуального кровопускания из Йашчилана - «Украденный товарищ»: моаи с острова Пасхи - бенинские бронзы |
| Реконструированный фасад монумента Нереид | Древняя Греция и Древний Рим                         | - мраморы Элгина с Афинского акрополя - одна из шести кариатид Эрехтейона - фрагменты фриза храма Ники Аптерос - скульптурный фриз храма Аполлона в Бассах - фрагменты Галикарнасского мавзолея: статуи Мавсола и Артемисии, фриз с изображением амазономахии - Монумент Нереид из Ксанфа - материалы раскопок Кносского дворца - собранные Таунли древности с виллы Адриана, включая «Дискобола» - кубок Уоррена, Ликургов кубок и Портлендская ваза |
| Шахматы с острова Льюис                   | Великобритания и Континентальная Европа              | - кубок из Ринглмира - пелерина из Молда - человек из Линдоу - таблички из Виндоланды - ларец Фрэнкса - материалы раскопок в Саттон-Ху - шахматы с острова Льюис - золотой кубок Карла V - реликварий для Тернового венца - брошь Стрикленда и брошь Фуллера - многочисленные англосаксонские клады |
| Эпифания Микеланджело                     | Графика и гравюра                                    | Одно из крупнейших в мире собраний графики и гравюры: Микеланджело, Рафаэль, Леонардо да Винчи, Альбрехт Дюрер, Рембрандт, Уильям Блейк и др. Представлены экземпляры таких общеизвестных гравюр, как «Большая волна в Канагаве» и «Ужасы войны» Гойи, а также фрагменты утраченных «Поз Аретино». Присутствуют уникальные по тематике (на офорте «Шахматист» Яна де Брая (1661) из альбома Liber Amicorum изображён игрок в редкую разновидность шахмат — курьерские шахматы). |

## Центрально-азиатская коллекция
В 1866 году в Музее был создан отдел египетских и ассирийских древностей, но этнография была отделена от отдела восточных древностей (ныне отдел Азии, но тогда все ещё включающий ислам) в 1946 году. В 1955 году отдел был разделен на две части, а последний переименован в отдел западноазиатских древностей, затем в отдел древнего Ближнего Востока (в 2000 году) и, наконец, в отдел Среднего Востока в 2003 году, которому были переданы исламские и этнографические коллекции с Ближнего Востока и Центральной Азии. Создание в 2018 году Галереи исламского мира Фонда ал-Бухари позволило впервые продемонстрировать значительное количество этнографических материалов наряду со старыми исламскими коллекциями и современным искусством. Особую важность для Центральной Азии и понимания внешнего облика памятников 1924—1925 годов представляет фотоархив Эрнста Кон-Винера посвященный регионам, памятникам, раскопками и наблюдениям.
Коллекция предметов, имеющих отношение к Центральной Азии не слишком широка по сравнению со многими другими большими музеями, однако разнообразна и включает в себя достаточно ценные экспонаты, в их числе рукописные издания, среди них уникальные миниатюры из различных альбомов, портреты Амира Темура, Бабура и других средневековых властителей в регионе, уникальная нефритовая чаша Улугбека, бронзовый светильник из Бухары, а также артефакты в этнографических коллекциях Музея: предметы одежды, сюзане и другие изделия из текстиля. В 2020 году Всемирное общество по изучению, сохранению и популяризации культурного наследия Узбекистана при участии председателя попечительского совета  Бахтиера Фазылова, председателя научного совета Эдварда Ртвеладзе, а также председателя правления Всемирного общества и руководителя проекта "Культурное наследие Узбекистана" Фирдавса Абдухаликова, предложило подготовить и опубликовать книгу-альбом из серии «Культурное наследие Узбекистана в собраниях мира» «Культурное наследие Узбекистана в собраниях Великобритании». Помимо Британского музея авторы проекта обратились в Музей Эшмола и к хранителям «Коллекции Баррелла» в Глазго, Куратором книги-альбома стала директор Иранистического центра Колледжа Пемброк Кембриджского университета Фирюза Мелвилл, которая ранее принимала участие в подготовке книги-альбома «Искусство Центральной Азии в собраниях Кембриджского университета». Помимо Фирдавса Абдухаликова и Фирузы Мелвилл авторами книги-альбома выступили британские специалисты, в том числе сотрудники Музея старший куратор отдела Ближнего Востока Сент-Джон Симпсон, куратор отдела современного Ближнего Востока Зейна Клин-Хоппе, а также экс-куратор исламских коллекций в Британском музее с 2010 по 2019 год, ведущий куратор Галереи исламского мира Фонда ал-Бухари Ладан Акбарниа.

## Критика
Как отмечает профессор Гамбургского университета доктор Юрген Циммерер, данный музей - "по общему мнению, является местом с наибольшим количеством наворованного" (ориг. ...is by all accounts the place on earth with the most stolen objects).